# Alejandro Gómez Maganda

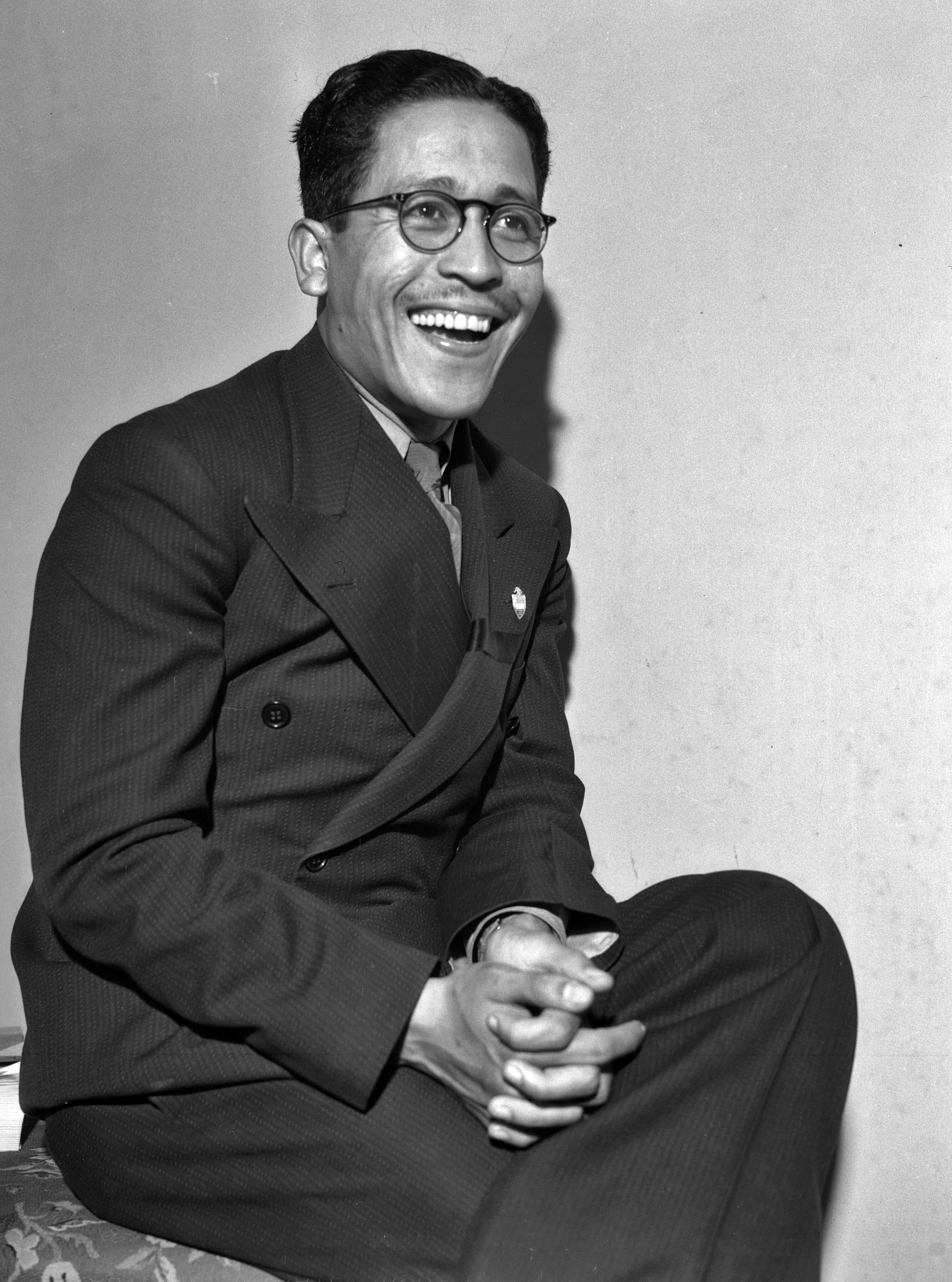
Alejandro Gómez Maganda (1936)

Alejandro Gómez Maganda (* 3. März 1910 in Arenal de Gómez, Guerrero; † 14. September 1984 in Mexiko-Stadt) war ein mexikanischer Diplomat und Politiker des Partido Revolucionario Institucional (PRI), der unter anderem zwischen 1947 und 1948 Präsident des Abgeordnetenhauses (Cámara de Diputados) sowie von 1951 bis 1954 Gouverneur des Bundesstaates Guerrero war. Er war ferner zwischen 1965 und 1968 Botschafter in Panama sowie von 1968 bis 1970 Botschafter in Jamaika.

## Leben

### Studium, Abgeordneter und Konsul
Alejandro Gómez Maganda, dessen Vater General Tomás Gómez Cisneros an der Revolution teilnahm, besuchte die Grundschule in Acapulco sowie die Sekundarschule des Colegio de San Jacinto, an dem er auch ein grundständiges Studium absolvierte. Er war Kadett an der Militärschule (Colegio Militar) und absolvierte ein Studium an der Nationalen Lehrerschule (Escuela Nacional de Maestros). Ende der 1920er nahm er an Kampfeinsätzen irregulärer Truppen in Costa Rica teil. Er begann ein Studium der Rechtswissenschaften an der Juristischen Fakultät der Nationalen Autonomen Universität von Mexiko (UNAM), welches er 1933 beendete. 1933 war er Präsident des Nationalen Studentenkonvents, der in Morelia in Michoacán stattfand. Er war bereits während seines Studiums Anhänger des späteren Gouverneurs des Bundesstaates Guanajuato Luis I. Rodríguez, Privatsekretär von General Matías Ramos, zwischen 1932 und 1936 Gouverneur des Bundesstaates Zacatecas, sowie seit 1934 auch ein angesehener Redner bei Wahlkämpfen zur Präsidentschaftswahl. Am 1. September 1934 wurde er für den Partido Nacional Revolucionario (PNR) Mitglied des Abgeordnetenhauses (Cámara de Diputados), des Unterhauses des Kongresses der Union (Congreso General de los Estados Unidos Mexicanos), und vertrat in diesem bis zum 30. August 1937 den 6. Wahlbezirk des Bundesstaates Guerrero. Während seiner Parlamentszugehörigkeit wurde er im September 1936 Vorsitzender der Regierungsfraktion im Abgeordnetenhaus.
Nachdem er kurze Zeit Konsul in Los Angeles war, wurde er dort wegen der Aufwiegelung von Tagelöhnern, sogenannten „Braceros“, zur Persona non grata erklärt. Danach fungierte er zwischen 1937 und 1939 während des Spanischen Bürgerkrieges als Generalkonsul in Spanien und Portugal. Nach seiner Rückkehr gehörte er von 1939 bis 1940 der Kommission für technische Studien des Präsidialamtes (Comisión de Estudios Técnicos de la Presidencia de la República) an und war daraufhin zwischen 1941 und 1943 Generaldirektor für soziale Aktionen der Regierung des Bundesdistrikts von Mexiko-Stadt (Departamento del Distrito Federal). Er war ferner zwischen 1944 und 1945 Leiter der Seezollverwaltung in Acapulco sowie 1946 Sekretär des Gouverneurs von Guerrero, Baltazar Leyva Mancilla.

### Präsident des Abgeordnetenhauses, Gouverneur von Guerrero und Botschafter
Am 1. September 1946 wurde Gómez Maganda abermals Mitglied des Abgeordnetenhauses und gehörte diesem in der 40. Legislaturperiode als Vertreter des 4. Wahlbezirks des Bundesstaates Guerrero bis zum 31. August 1949 an. Zu Beginn dieser Wahlzeit war er Mitglied des Büchereiausschusses, des Wahlausschusses sowie Sekretär des Hauptausschusses des Kongresses, der Gran Comisión. Im September 1947 löste er Eugenio Prado Proaño als Präsident des Abgeordnetenhauses ab und hatte dieses Amt als Parlamentspräsident bis September 1948 inne, woraufhin Jesús Aguirre Delgado seine Nachfolge antrat. Am 1. April 1951 wurde er Nachfolger von Baltazar Leyva Mancilla als Gouverneur des Bundesstaates Guerrero und bekleidete diesen Posten bis zu seiner Ablösung durch Darío Arrieta Mateos am 21. Mai 1954. Die Amtszeit als Gouverneur von Guerrero endete 1954, als der Senat seine Befugnisse nach Beschwerden über weit verbreitete Korruption im Staat auflöste.
Er fungierte von 1961 bis 1965 als Koordinator der Mexikanischen Bürgerfront zum revolutionären Bekenntnis (Frente Cívico Mexicano de Afirmación  Revolucionaria) und war 1962 auch Präsident des zweiten Kongresses der Republik der Studentischen Genossenschaften. Im Anschluss war er zwischen 1965 und 1968 Botschafter in Panama sowie von 1968 bis 1970 Botschafter in Jamaika. Zuletzt war er zwischen 1971 und 1976 Leitender Beamter des Nationalen Tourismusrates (Consejo Nacional de Turismo), dessen Vorsitzender der frühere Präsident Miguel Alemán Valdés war.
Aus seiner Ehe mit Josefina Bermeo Córdoba ging die Tochter Guadelupe Gómez Maganda de Anaya hervor, die zwischen 1979 und 1982 und 1988 bis 1991 ebenfalls Mitglied des Abgeordnetenhauses sowie zwischen 1982 und 1988 und abermals 1997 bis 2000 Senatorin war.

## Veröffentlichungen
Er war zudem aus Schriftsteller tätig und verfasste neben historisch-politischen Büchern auch Unterhaltungsliteratur. Zu seinen Veröffentlichungen gehören:
- … Torbellino (un hombre de 30 años), 1941
- Acapulco en mi vida y en el tiempo, 1960
- Como dice el dicho! Refranes y dichos mexicanos, 1963
- Como me lo contaron, se los cuento. Anécdotas políticas y militares de la Revolución, 1964
- Vida y pasión de México. Compendio de la historia mexicana, 1964
- El gran valle. Una visión histórica del México, de los Olmecas hasta nuestros días, 1969
- Bocetos presidenciales, 1970
- Corridos y cantares de la Revolución Mexicana. Seleccionados y explicados por Alejandro Gómez Maganda, Vorwort Juan González A. Alpuche, 1970
- El vino del perdón, 1971

posthum
- Cuentos y relatos amargos, 2005